# L'Étang-la-Ville
L'Étang-la-Ville là một xã của Pháp, nằm ở tỉnh Yvelines trong vùng Île-de-France.
Người dân ở đây trong tiếng Pháp gọi là Stagnovillois.
Các xã giáp ranh: Mareil-Marly về phía đông bắc, Marly-le-Roi về phía đông, Bailly về phía đông, Noisy-le-Roi về phía nam, Saint-Nom-la-Bretèche về phía tây và Fourqueux về phía tây bắc.